# Golem (film 1979)
Golem – polski film w formie poetyki ekspresjonistycznego horroru w reżyserii Piotra Szulkina, zrealizowany w 1979 roku. Scenariusz filmu jest inspirowany żydowską legendą oraz wątkami powieści Gustava Meyrinka o tym samym tytule.

## Fabuła
Postapokaliptyczna przyszłość, akcja filmu rozgrywa się kilkadziesiąt lat po kataklizmie atomowym. W świecie zniszczonym przez wojnę atomową panuje system totalitarny. Naukowcy pod czujnym okiem władz starają się udoskonalić ludzkość, dokonując eksperymentów medycznych na jednostkach nieprzystosowanych społecznie. Pierwszym z poddanych zabiegom, modelem prototypowym, jest Pernat. Wraca on do swego mieszkania na poddaszu kamienicy, pozbawiony pamięci, zredukowany do umiejętności pracy. W tej samej kamienicy mieszka Holtrum, owładnięty obsesją stworzenia człowieka doskonałego.
Pernat spotyka syna Holtruma, a wszystko wskazuje na to, że nie jest to jego biologiczny syn, tylko wypalona z gliny „lalka”.
Kontrolowany na każdym kroku Pernat buntuje się przeciwko swoim opiekunom. Początkowo próbuje namówić do ucieczki Rozynę, córkę Holtruma, a później Miriam, córkę szalonego bibliofila. Ostatecznie jednak nie ucieka, zostaje oskarżony o zabójstwo Holtruma i trafia do więzienia.
W ostatniej scenie Pernat jest znowu zmieniony: tym razem to pełny zapału polityk przemawiający do tłumu z trybuny. W dłoni ściska kartkę z numerem. Jest to nawiązanie do wywiedzionej z tradycji żydowskiej legendy, wedle której Golem, istota ulepiona z gliny, ożywa po włożeniu w usta kartki z magiczną formułą.

## Obsada
Źródło: FilmPolski.pl

- Marek Walczewski jako Pernat
- Krystyna Janda jako Rozyna, córka Holtruma
- Joanna Żółkowska jako Miriam
- Mariusz Dmochowski jako Holtrum
- Krzysztof Majchrzak jako syn Holtruma
- Wiesław Drzewicz jako ojciec Miriam
- Bogusław Sobczuk jako śledczy
- Ryszard Pietruski jako śledczy, fałszywy kominiarz
- Jan Nowicki jako „przodownik snu"
- Wojciech Pszoniak jako więzień
- Marian Opania jako naukowiec
- Andrzej Seweryn jako naukowiec
- Emil Karewicz jako szef naukowców
- Arkadiusz Bazak jako szef naukowców
- Jan Pietrzak jako dentysta – okulista
- Anna Jaraczówna jako staruszka
- Henryk Bąk jako pracownik depozytu więziennego
- Grzegorz Warchoł jako przewodnik niewidomego
- Zofia Czerwińska jako babcia klozetowa
- Ryszard Kotys jako windziarz
- Zbigniew Buczkowski jako pielęgniarz

i inni
W filmie wystąpił także muzyk Józef Skrzek, wykonując skomponowaną przez siebie piosenkę „Golem”. Autorem tekstu utworu jest poeta Miron Białoszewski.

## Nagrody
- 1980 – brązowe lwy, 7. Festiwal Polskich Filmów Fabularnych w Gdańsku za debiut reżyserski dla Piotra Szulkina
- 1980 – nagroda Baskijskiego Towarzystwa Fotograficznego na Międzynarodowym Festiwalu Filmowym w San Sebastián dla operatora Zygmunta Samosiuka
- 1981 – Grand Prix „Monolit” Międzynarodowego Festiwalu Filmów Fantastycznych w Madrycie dla Piotra Szulkina
- 1981 – nagroda Międzynarodowego Festiwalu Filmów Fantastycznych w Madrycie za scenariusz dla Piotra Szulkina i Tadeusza Sobolewskiego
- 1981 – wyróżnienie FIPRESCI Międzynarodowego Festiwalu Filmów Fantastycznych w Madrycie dla Piotra Szulkina
- 1981 – nagroda aktorska „Srebrny Asteroid” Międzynarodowego Festiwalu Filmów Fantastycznych w Trieście dla Krystyny Jandy
- Nagroda Jury Kin Studyjnych w Łagowie[2]
- Nagroda Szkoły Filmowej imienia Andrzeja Munka[2]